# Ordinariato militare in Lituania
L'ordinariato militare in Lituania è un ordinariato militare della Chiesa cattolica per la Lituania. La sede è vacante.

## Storia
L'ordinariato militare è stato eretto il 25 novembre 2000 con la bolla Christi discipuli di papa Giovanni Paolo II. Sede dell'ordinariato è la cattedrale di Sant'Ignazio a Vilnius.

## Cronotassi dei vescovi
Si omettono i periodi di sede vacante non superiori ai 2 anni o non storicamente accertati.
- Eugenijus Bartulis (25 novembre 2000 - 19 giugno 2010 dimesso)
- Gintaras Grušas (19 giugno 2010 - 5 aprile 2013 nominato arcivescovo di Vilnius)
  - Sede vacante (dal 2013)
  - Gintaras Grušas, dal 23 aprile 2013 (amministratore apostolico)

## Statistiche
| anno | presbiteri | presbiteri | presbiteri | diaconi | religiosi | religiosi | parrocchie |
| anno | totale     | secolari   | regolari   | diaconi | uomini    | donne     | parrocchie |
| ---- | ---------- | ---------- | ---------- | ------- | --------- | --------- | ---------- |
| 2001 | 5          | 5          |            |         |           |           |            |
| 2002 | 16         | 15         | 1          |         | 1         |           |            |
| 2003 | 17         | 16         | 1          |         | 1         |           |            |
| 2004 | 17         | 16         | 1          |         | 1         |           |            |
| 2013 | 11         | 11         |            |         |           |           | 11         |
| 2016 | 12         | 12         |            |         |           |           | 15         |
| 2019 | 13         | 13         | 2          |         |           |           | 15         |
| 2021 | 12         | 12         | 1          |         |           |           | 17         |